# Psychrophrynella boettgeri
Psychrophrynella boettgeri är en groddjursart som först beskrevs av Lehr 2006.  Psychrophrynella boettgeri ingår i släktet Psychrophrynella och familjen Strabomantidae. IUCN kategoriserar arten globalt som starkt hotad. Inga underarter finns listade i Catalogue of Life.